# Information literacy
L'Information Literacy viene definita, dal National Forum on Information Literacy, come la capacità di identificare, individuare, valutare, organizzare, utilizzare e comunicare le informazioni. Rappresenta un requisito indispensabile per partecipare effettivamente alla società dell'informazione.
Bisogna sottolineare l'importanza dell'Information Literacy legata alle biblioteche e alla rete, un canale sempre più utilizzato in questi ultimi anni per la ricerca di informazioni.
Il National Forum on Information Literacy è stato creato nel 1989 come risposta alle raccomandazioni del Comitato di Presidenza dell'American Library Association sull'Information Literacy. Queste agenzie culturali, biblioteche ed imprese, dichiarano che nessun altro cambiamento nella società americana ha offerto grandi sfide come la nascita dell'era dell'informazione. Oggi, il Forum Nazionale sull'Information Literacy è costituito da 93 organizzazioni nazionali ed internazionali che lavorano insieme, a vari livelli, per introdurre questo concetto critico nel XXI secolo sullo sviluppo educativo e lavorativo per ogni tipo di società. L'infomation literacy è uno strumento fondamentale nella formazione a scuola e all'Università per contrastare le fake news.

## Storia
L'espressione Information Literacy, ossia competenza informativa, compare per la prima volta su carta nel 1974, riportato da Paul G. Zurkowski, scritto per conto della Commissione Nazionale riguardo alle biblioteche e alle informazioni scientifiche.
Il Comitato di Presidenza per Information Literacy è stato costituito nel 1987 dal presidente della American Library Association, al momento Chisholm Margaret.
Il comitato è stato formato per tre scopi specifici:
- per definire la competenza informativa e la sua importanza per il rendimento degli studenti, l'apprendimento permanente e la cittadinanza attiva;
- per la progettazione di uno o più modelli di sviluppo delle informazioni appropriate per ambienti di apprendimento formale e informale;
- per determinare implicazioni per la formazione continua e lo sviluppo degli insegnanti.

Un evento fondamentale per lo sviluppo del concetto di competenza informativa è stata l'istituzione del Comitato di Presidenza della American Library Association sull'Information Literacy, la cui relazione finale del 10 gennaio del 1989 ha sottolineato l'importanza del concetto. La relazione ha definito la cultura dell'informazione come "la capacità di riconoscere quando le informazioni sono necessarie e quando le persone riescono ad individuarle, valutarle e utilizzarle". La commissione ha inoltre delineato sei raccomandazioni principali.

Nel marzo 1998 il Comitato di Presidenza per Information Literacy ha rivalutato la sua relazione finale e pubblicato un aggiornamento. Il rapporto aggiornato si conclude con un invito ad una nuova generazione di cittadini alfabetizzati, la quale sarà veramente la risorsa più preziosa d'America.
Nella versione della sua relazione finale nel 1989, il Comitato di associazione American Library delinea la missione ultima del Forum nazionale sulla Information Literacy: "Come il nostro paese affronta la realtà dell'era dell'informazione avrà un impatto enorme sul nostro modo di vivere democratico e sulla capacità della nostra nazione di competere a livello internazionale. All'interno della società dell'informazione americana, esiste anche la possibilità di affrontare molte ingiustizie sociali ed economiche di lunga data. Per trarre tali benefici, le persone - come individui e come nazione - devono saper leggere e scrivere informazioni. Per produrre tale cittadinanza, sarà necessario che le scuole e le università apprezzino e integrino il concetto di competenza informativa nei loro programmi di apprendimento e che svolgano un ruolo di leadership nel fornire ai singoli e alle istituzioni la possibilità di sfruttare le opportunità insite nella società dell'informazione. In definitiva, le persone istruite sono quelle che hanno imparato a conoscere. Sanno come imparare perché sanno come la conoscenza è organizzata, come trovare le informazioni e come utilizzare le informazioni in modo tale che gli altri possano imparare da loro. Si tratta di persone preparate per l'apprendimento permanente, perché possono sempre trovare le informazioni necessarie per qualsiasi attività o decisione."
Nel 1989, l'A.L.A. istituì il Forum nazionale sulla Information Literacy, una rete di volontari di organizzazioni impegnate a sensibilizzare l'opinione pubblica sull'importanza della competenza informativa. Dal 1989, il Forum nazionale sull'Information Literacy si è evoluto costantemente sotto la guida del suo primo presidente, Patricia Senn Breivik. Oggi il Forum rappresenta oltre 90 organizzazioni nazionali e internazionali, tutti dedicati a integrare la filosofia della cultura dell'informazione attraverso paesaggi nazionali e internazionali.
Anche se l'intento iniziale del Forum è stato quello di sensibilizzare l'opinione pubblica e di sostegno a livello nazionale, nel corso degli ultimi anni, il Forum nazionale per l'alfabetizzazione informatica ha fatto passi significativi a livello internazionale per promuovere l'importanza di integrare i concetti di informazione e le competenze di alfabetizzazione in ambito educativo, governativo e nei programmi di sviluppo della forza lavoro.
Nel 2003, il Forum Nazionale sull'Information Literacy, insieme con l'UNESCO e la National Commission on Libraries and Information Science, ha sponsorizzato una conferenza internazionale a Praga con i rappresentanti di alcuni dei 23 paesi per discutere l'importanza in un contesto globale. La dichiarazione risultante ha descritto la cultura dell'informazione come una “chiave di sviluppo sociale, culturale ed economico delle nazioni e delle comunità, delle istituzioni e degli individui nel ventunesimo secolo” e ha dichiarato la sua acquisizione come “parte del diritto umano fondamentale della formazione permanente”.
Negli Stati Uniti, tuttavia, l'alfabetizzazione delle informazioni sullo sviluppo di abilità è stata l'eccezione e non la regola, in particolare per quanto riguarda l'integrazione di pratiche informative di alfabetizzazione all'interno delle infrastrutture dell'istruzione e dello sviluppo della forza lavoro. Nel mese di ottobre del 2006, il primo vertice nazionale in materia di Information Literacy ha riunito più di 100 rappresentanti d'istruzione, affari, e governi per affrontare il problema del deficit di alfabetizzazione in America, considerata come nazione attualmente in competizione in un mercato globale. Questa collaborazione di successo è stato sponsorizzato dal Forum nazionale sulla Information Literacy, Comitato per lo Sviluppo Economico, Educational Testing Service, l'Istituto per una forza lavoro competitiva, e la National Education Association (NEA). Il vertice si è tenuto presso la sede NEA a Washington, DC. Uno dei maggiori risultati del vertice è stata la creazione di una politica di alfabetizzazione in grado di fornire una leadership nella creazione di standard nazionali per l'alfabetizzazione informatica degli Stati Uniti.
Come indicato nella pagina web principale del Forum, viene riconosciuto che il raggiungimento della cultura dell'informazione è stato molto più facile per coloro che hanno denaro e altri vantaggi. Per coloro che sono poveri, anziani, disabili, che vivono in zone rurali, è stato molto più difficile superare il divario digitale. Un certo numero di membri del Forum affrontano le sfide specifiche per soggetti svantaggiati. Ad esempio, il partenariato dei Bambini sostiene i quasi 70 milioni di bambini e giovani del paese, molti dei quali sono svantaggiati. Il Partenariato dei bambini attualmente gestisce tre programmi, due dei quali riguardano specificamente le esigenze delle persone con basso reddito.
In ultima analisi, il Forum nazionale sulla Information Literacy continuerà a lavorare a stretto contatto con il mondo dell'istruzione e degli affari negli Stati Uniti e promuoverà lo sviluppo della competenza informativa per ogni tipo di occasione. La letteratura angloamericana ha impiegato il termine information literacy in modo non sporadico a partire dal 1989, ma mai come di recente il numero di contributi su questo tema ha raggiunto cifre tanto significative: in dieci anni, dal 1989 al 1999, la banca dati LISA (Library and Information Science Abstracts) segnala 299 contributi che contengono il descrittore “information literacy”. In soli due anni, dal 2000 al 2002, i contributi sono stati 277.
La competenza informativa è giunta alla coscienza nazionale negli Stati Uniti con la proclamazione del presidente Barack Obama che designa l'ottobre del 2009 come National Awareness Month Information Literacy. La vera alfabetizzazione del ventunesimo secolo passa quindi attraverso la capacità di essere “information literate”, ossia “alfabetizzati” nella ricerca di informazioni.

## Information Literacy: USA e Italia a confronto
L'information Literacy (Competenza Informativa) nata oltre oceano per mano di Paul G. Zurkowski, è stata notevolmente sviluppata negli USA. Il lasso di tempo molto consistente (1974, primo uso della parola, ad oggi) ha permesso alle varie conferenze e forum, di trovare una standardizzazione per il livello di competenza nel continente americano studiando a fondo il processo che si nasconde dietro al livello di conoscenza necessario per un corretto svolgersi della ricerca.
Nel 2000 “the Association of College and Research Libraries” (ACRL), ha rilasciato un testo riguardante le competenze informative per l'educazione superiore, riassumendole in indicatori per il riconoscimento delle suddette, e deliberando cinque standard:
1. Lo studente determina la natura e l'estensione dell'informazione necessaria.
2. Lo studente accede alle informazioni necessarie con efficacia ed efficienza.
3. Lo studente valuta le informazioni necessarie criticamente ed incorpora quelle utili nella sua conoscenza di base.
4. Lo studente individualmente o meno usa le informazioni per arrivare ad uno specifico scopo.
5. Lo studente comprende le questioni economiche, legali e sociali relative all'uso delle informazioni, e vi accede e le usa eticamente e legittimamente.

Nel 2007, l'AASL (American Association of School Librarians) oltre a ristrutturare gli standard dati nel 1998 (a cui aveva collaborato l'Association for Educational Communications and Technology) ha riconosciuto l'esistenza di più indirizzi possibili, nel parlare di Information Literacy: competenze informative della stessa informazione, riguardanti l'ambito tecnologico, visivo, testuale e digitale. Negli USA seguendo queste evoluzioni sempre più frequenti, è possibile notare come si sia sviluppata l'intera intesa e cultura sulle competenze informative: visitando la pagina in lingua inglese.
L'Italia, sull'impronta americana, ha cominciato a muovere i primi passi nel campo bibliotecario, sempre più corsi formativi vengono svolti da vari enti presso le stesse biblioteche in quanto centro di sapere organizzato. Le informazioni devono esser cercate secondo criteri e metodi stabiliti in base alle proprie esigenze, soprattutto se l'utente sviluppa interesse nel cercare informazioni in grandi biblioteche. Come si può immaginare, se si ha un'idea vaga del proprio obiettivo, e non si ha una “literacy competence” abbastanza sviluppata, senza l'aiuto degli assistenti, l'informazione non andrebbe reperita.
Grazie al CNR (Consiglio Nazionale delle Ricerche) nel 2001 è stato avviata, proprio dall'Italia, l'European Network on Information Literacy (EnIL), presente tra i fondatori dell'International Alliance for Information Literacy, sede di dibattito e aggregazione dell'EU25 con un obiettivo preciso: sviluppare un sistema di valutazione e certificazione delle competenze informative della popolazione studentesca universitaria in Europa (vedi ad esempio EiDL e l'EcDL). Dall'anno della fondazione ad oggi al Network e all'Alliance si sono aggiunti diversi stati dell'UE.
Anche se l'Italia rimane comunque tra gli stati fondatori, l'accesso a questa competenza informativa a livello tecnico viene emanata solo tramite corsi di formazione e non sviluppata all'interno del sistema educativo italiano, che dovrebbe secondo il parere dello stesso CNR, essere modificato per far sì che esso possa induttivamente agire nell'educazione dalle scuole primarie agli studi universitari.

## Metodi

### Metodo S.E.W.C.O.M.
Il metodo SEWCOM (Search the Web with Concept Maps) è un metodo, proposto da Corrado Petrucco, docente presso l'Università di Padova, che permette di creare mappe concettuali attraverso l'interazione con i motori di ricerca al fine di migliorare la ricerca dei dati in Internet.

Le mappe concettuali sono ormai considerate un efficace strumento metacognitivo,  e il loro utilizzo migliora di molto l'accuratezza dei risultati e soprattutto stimola la capacità di organizzare in modo coerente il materiale recuperato.

Il metodo SEWCOM cerca di integrare due processi che caratterizzano la ricerca dell'informazione:
1. apprendere riguardo al lessico del dominio semantico in questione e
2. apprendere le migliori strategie per localizzare l'informazione stessa.

Questo metodo si compone di 4 fasi:
1. Brainstorming e contestuale creazione di una mappa concettuale con parole correlate all'argomento che si vuole cercare online;
2. ri-strutturazione topologica della mappa sulla base delle aree semantiche individuate e uso dei motori di ricerca con le parole chiave di ciascuna area;
3. lettura e valutazione dei documenti trovati e scoperta di nuovi termini da aggiungere alla mappa;
4. ri-strutturazione creativa della mappa e quindi della nuova conoscenza acquisita, con l'evidenziazione delle interrelazioni fra i concetti.

Gli schemi delle quattro fasi del metodo SEWCOM si possono trovare nel sito: http://www.edscuola.it/archivio/software/sewcom.html

### BIG6TM
Il Big6TM è un modello per la risoluzione dei problemi nella ricerca delle informazioni. Esso integra la ricerca delle informazioni e l'abilità d'uso di mezzi tecnologici in un processo sistematico per trovare, usare, applicare e valutare informazioni per uno specifico bisogno e obiettivo.

Questo modello è stato sviluppato da Mike Eisenberg
e Robert E. Berkowitz
ed è l'approccio più utilizzato e conosciuto per insegnare informazioni e competenze tecnologiche in migliaia di scuole (K-12), istituti d'istruzione superiore, programmi di formazione aziendale e degli adulti. Per approfondire visitare il sito: The Big6
Modello del Big6TM:
| Big6                                            | Obiettivi                                                                       | Domande da Farti | Emozioni Provate                                                                            |
| ----------------------------------------------- | ------------------------------------------------------------------------------- | --- | ------------------------------------------------------------------------------------------- |
| STEP 1: Definizione Obiettivo                   | 1. Definisci il problema 2. Identificare le informazioni necessarie             | - Cosa l'insegnante si aspetta che io faccia? - Ho capito cosa devo fare? - Quali sono le domande a cui ho bisogno di rispondere? - Cosa devo sapere sull'argomento?                                                                                           | - Paura - Orrore - Dubbio                                                                   |
| STEP 2: Strategia di ricerca delle informazioni | 1. Identificare le risorse 2. Selezionare le risorse migliori                   | - Da dove devi partire per ricercare le informazioni? - Con chi posso parlare? - Quali sono le migliori fonti? | - Ansia - Confusione - Speranza                                                             |
| STEP 3: Localizzazione e Fonti                  | 1. Individuare le risorse 2. Trovare le informazioni nelle risorse              | - Dove posso trovare queste risorse? - Come devo cercare per trovarle? - Dove posso trovare le informazioni nelle risorse? | - Confusione - Dubbio                                                                       |
| STEP 4: Uso delle informazioni                  | 1. Selezionare le migliori informazioni 2. Che tipo di informazioni ho trovato? | - Le informazioni risponderanno alle mie domande? - Le informazioni sono affidabili? | - Ottimismo - Credere nelle abilità                                                         |
| STEP 5: Sintesi (Costruire il Puzzle)           | 1. Organizzare le risorse 2. Presentare le informazioni                         | - Come posso inserire tutte le informazioni insieme? - Come faccio a scrivere una descrizione del progetto? - Come faccio a presentare le informazioni all'insegnante? - Mi sono ricordato di prendere appunti di tutte le fonti per redigere la bibliografia? | - Realizzare il lavoro - Fiducia nelle abilità per svolgere il compito - Maggiore interesse |
| STEP 6: Valutazione                             | 1. Giudicare il prodotto 2. Giudicare il progetto                               | - Ho risolto il problema? - Ho scritto il progetto in un formato che potrà essere compreso? - Posso fare qualcosa di diverso la prossima volta? - Cosa ho imparato? - Sono soddisfatto del progetto?                                                           | - Senso di realizzazione - Soddisfazione - Disappunto                                       |

Modello del Big6TM: http://nmasse.com/courses/ref/big6/big6.htm

### Modello di Davidson e Stenberg: problem solving e pensiero analogico
In contesti di apprendimento degli adulti, il procedimento di Internet Information Literacy (IIL) comprende non solo la raccolta di fonti per il suo immediato utilizzo, ma richiede anche di comprendere la condizione problematica utilizzando le Risorse Educative Aperte che incorporano il pensiero analogico nel problem solving professionale.

La ricerca e la formazione delle strategie creative, quali il pensiero analogico in particolare, possono avere ampio terreno nel campo della didattica delle scienze.

Durante un processo di Problem solving il reperimento delle informazioni e la valutazione del contenuto trovato può coinvolgere il ragionamento analogico in maniera profonda, e quindi promuovere soluzioni creative.

Infatti l'utilizzo del pensiero analogico è importante nella promozione della creatività e durante il processo di Problem Solving.

Secondo il modello di Davidson e Sternberg prodotto nel 2003, il processo di Problem Solving prevede una serie di fasi: il riconoscimento e l'identificazione del problema, la definizione e la rappresentazione del problema mentalmente, lo sviluppo di una strategia, l'organizzazione della conoscenza, la disponibilità di risorse fisiche e mentali per risolvere il problema, il controllo dei progressi compiuti ed infine la valutazione della soluzione in termini di precisione e di sostenibilità.
Le fasi del processo non necessariamente si svolgono con questo ordine. Il modello però, identifica gli elementi fondamentali e presenta un modo che può essere facilmente applicato a diverse situazioni. Dall'esperienza dell'insegnamento agli adulti dell'Internet Information Literacy, si rileva che tale ciclo può essere particolarmente utile nelle fasi di riconoscimento, identificazione, definizione, rappresentazione e di sviluppo di una strategia di problem solving (Davidson e Sternberg).

## Sperimentazioni in Italia
Nella realtà italiana, e in particolare nel mondo universitario, alcune biblioteche propongono: momenti di formazione con l'impiego degli strumenti di ricerca, cartacei o elettronici e l'alfabetizzazione informativa comincia a essere percepita da parte degli studenti e dei docenti come una competenza rilevante rispetto alla necessità sia di redigere lavori di ricerca, tesi di laurea e rapporti, sia per la futura vita professionale. È fondamentale che anche le biblioteche pubbliche investano in questi programmi di formazione. Essendo strutture attive e inserite nel territorio, di cui conoscono le peculiarità e i bisogni informativi. La documentazione, in un quadro di formazione permanente dei cittadini, dovrebbe diventare nodo per lo sviluppo di programmi di information literacy destinati ai propri utenti e personalizzata in base alle esigenze del territorio, secondo quell'approccio proattivo raccomandato per le biblioteche e i servizi di informazione dal recente Manifesto su Internet dell'IFLA.

Perché si crei un ambiente formativo è necessario che l'information literate sia competenza in primis di tutti i bibliotecari, non solo quelli addetti ai servizi di consulenza, ma anche quelli che trovandosi al front office rappresentano il vero primo punto di contatto con l'utenza, che spesso non percepisce affatto la differenza di ruoli e mansioni.

L'impiego di tecnologie e-learning nell'ambito della formazione ha ormai una tradizione significativa: il mondo delle aziende ha sperimentato da più di un decennio i vantaggi dell'apprendimento a distanza per la formazione del personale o tecniche miste di formazione (blended learning); da anni la formazione a distanza è oggetto di studi e ormai di molte applicazioni.

La maggior parte dei contributi fino ad ora pubblicati sull'information literacy si riferisce a esperienze che sono maturate nel mondo delle biblioteche accademiche e scolastiche, per quanto siano in crescita le testimonianze che coinvolgono le biblioteche di pubblica lettura e il mondo del lavoro e delle organizzazioni.